# (3073) Kursk
(3073) Kursk ist ein Asteroid des inneren Hauptgürtels, der von dem sowjetischen Astronomen Nikolai Tschernych am 24. September 1979 am Krim-Observatorium in Nautschnyj (IAU-Code 095) entdeckt wurde. Eine unbestätigte Sichtungen des Asteroiden hatte es am Krim-Observatorium in Nautschnyj schon unter der vorläufigen Bezeichnung 1979 SW11 im November 1969 gegeben.
Der italienische Astronom Vincenzo Zappalà definiert in einer Publikation von 1995 (et al.) eine Zugehörigkeit von (3073) Kursk zur Flora-Familie, einer großen Gruppe von Asteroiden, welche nach (8) Flora benannt ist. Asteroiden dieser Familie bewegen sich in einer Bahnresonanz von 4:9 mit dem Planeten Mars um die Sonne. Die Gruppe wird nach dem Asteroiden (43) Ariadne auch Ariadne-Familie genannt.
Am 13. Juli 1984 wurde die Bahn des Asteroiden gesichert und er erhielt die Nummer 3073. Er wurde am 2. Juli 1985 nach der westrussischen Stadt Kursk benannt.

## Mond S/2007 (3073) 1
Bei photometrischen Beobachtungen von (3073) Kursk vom 11. bis 27. Dezember 2006 wurde festgestellt, dass der Asteroid in 6,6 km Entfernung einen Begleiter hat, der circa ein Viertel seiner Größe aufweist. Beide Körper umkreisen einen gemeinsamen Schwerpunkt in 44,96 (± 0,02) Stunden. Der Mond braucht für eine Umlaufbahn um (3073) Kursk 1,873 Tage und erhielt die vorläufige Bezeichnung S/2007 (3073) 1.